# Padule di Bolgheri
Padule di Bolgheri este o arie protejată (arie specială de conservare — SAC, sit de importanță comunitară — SCI, arie de protecție specială avifaunistică — SPA) din Italia întinsă pe o suprafață de 577 ha, integral pe uscat.

## Localizare
Centrul sitului Padule di Bolgheri este situat la coordonatele 43°13′27″N 10°32′41″E / 43.224167°N 10.544722°E.

## Înființare
Situl Padule di Bolgheri a fost declarat sit de importanță comunitară în iunie 1995 pentru a proteja 61 de specii de animale. Alte tipuri de protecție:
- arie de protecție specială avifaunistică (în decembrie 1998)[2]
- arie specială de conservare (în decembrie 2016)[1][3][4]

## Biodiversitate
Situată în ecoregiunea mediteraneană, aria protejată conține 9 habitate naturale: Lacuri eutrofice naturale cu vegetație de tip Magnopotamion sau Hydrocharition, Dune de coastă cu Juniperus spp., Dune cu vegetație ierboasă Brachypodietalia cu specii anuale, Dune împădurite cu Pinus pinea și/sau Pinus pinaster, Vegetație anuală la limita mareei, Pajiști umede mediteraneene cu ierburi înalte de Molinio-Holoschoenion, Dune cu tufărișuri sclerofile Cisto-Lavenduletalia, Păduri mixte riverane de Quercus robur, Ulmus laevis și Ulmus minor, Fraxinus excelsior sau Fraxinus angustifolia, de-a lungul marilor râuri (Ulmenion minoris), Păduri de Quercus ilex și Quercus rotundifolia.
La baza desemnării sitului se află mai multe specii protejate:
- păsări (57): privighetoare-de-baltă (Acrocephalus melanopogon), pescăruș albastru (Alcedo atthis), rață pitică (Anas crecca), rață mare (Anas platyrhynchos), gâscă cenușie (Anser anser), egretă mare (Ardea alba), stârc roșu (Ardea purpurea), stârc galben (Ardeola ralloides), ciuf de câmp (Asio flammeus), rață roșie (Aythya nyroca), buhai de baltă (Botaurus stellaris), Bubulcus ibis, ciocârlie-cu-degete-scurte (Calandrella brachydactyla), bătăuș (Calidris pugnax), caprimulg (Caprimulgus europaeus), prundăraș de sărătură (Charadrius alexandrinus), chirichița cu obraz alb (Chlidonias hybrida), chirighiță neagră (Chlidonias niger), barză albă (Ciconia ciconia), barză neagră (Ciconia nigra), erete de stuf (Circus aeruginosus), erete vânăt (Circus cyaneus), Clamator glandarius, porumbel de scorbură (Columba oenas), dumbrăveancă (Coracias garrulus), gușă vânătă (Cyanecula svecica), egretă mică (Egretta garzetta), șoim călător (Falco peregrinus), vânturel roșu (Falco tinnunculus), lișiță (Fulica atra), becațină comună (Gallinago gallinago), Gallinago media, ciovlica roșcată (Glareola pratincola), cocor (Grus grus), piciorong (Himantopus himantopus), stârc pitic (Ixobrychus minutus), sfrâncioc roșiatic (Lanius collurio), sfrâncioc cu cap roșu (Lanius senator), sitar de mal nordic (Limosa lapponica), rață fluierătoare (Mareca penelope), Numenius arquata arquata, stârc de noapte (Nycticorax nycticorax), ciuf-pitic (Otus scops), vultur pescar (Pandion haliaetus), Phoenicopterus ruber, lopătar (Platalea leucorodia), țigănuș (Plegadis falcinellus), ploier auriu (Pluvialis apricaria), cresteț pestriț (Porzana porzana), ciocântors (Recurvirostra avosetta), rață cârâitoare (Spatula querquedula), chiră de baltă (Sterna hirundo), chiră mică (Sternula albifrons), chiră de mare (Thalasseus sandvicensis), fluierar de mlaștină (Tringa glareola), nagâț (Vanellus vanellus), Zapornia parva
- amfibieni (1): Triturus carnifex
- reptile (3): șarpele cu patru dungi (Elaphe quatuorlineata), țestoasa de baltă (Emys orbicularis), țestoasă bănățeană (Testudo hermanni)

Pe lângă speciile protejate, pe teritoriul sitului au mai fost identificate 3 specii de plante, 2 specii de păsări, 4 specii de amfibieni, 4 specii de mamifere, 1 specie de nevertebrate, 5 specii de reptile.